# Le Grand-Madieu
Le Grand-Madieu település Franciaországban, Charente megyében. Lakosainak száma 154 fő (2022. január 1.). Le Grand-Madieu Parzac, Saint-Claud, Saint-Laurent-de-Céris, Turgon és Le Vieux-Cérier községekkel határos.

## Népesség
A település népessége az elmúlt években az alábbi módon változott:
| Lakosok száma | 205  | 188  | 170  | 174  | 158  | 172  | 173  | 162  | 156  | 154  |
|               | 1968 | 1982 | 1990 | 2006 | 2013 | 2015 | 2017 | 2019 | 2020 | 2022 |